# Pseudotropheus saulosi
Chindongo saulosi es una especie de peces de la familia Cichlidae en el orden de los Perciformes.

## Morfología
Presentan dimorfismo sexual. Los machos pueden llegar alcanzar los 8,6 cm de longitud total.

## Distribución geográfica
Se encuentra en el África Oriental: es una especie  endémica del lago Malawi, habita solamente en el arrecife de Taiwán, situado al norte de la isla de Chizumulu.